# Wilhelm Reinier Hauff
Wilhelm Reinier Hauff (Groningen, 7 maart 1833 – Utrecht, 12 september 1903) was een Nederlands organist.
Hij is zoon van Wilhelm Gottlieb Hauff, organist van de Martinikerk, en Maria Catharina Meijer. Hij was getrouwd met Antje Johanna Siemons. 
Hij kreeg zijn muziekonderwijs van zijn vader Wilhelm Gottlieb Hauff. Hij ging als dertienjarige organist werken in het Heiligen Geest Gasthuis. Op zeventienjarige werkte hij als organist van de Hospitaalkerk. In 1858 werd hij aangesteld in Kampen alwaar hij ook klokkenist werd. Hij zou ook organist van de Bovenkerk in Kampen zijn geworden, maar na een sollicitatieronde ging een ander er met die functie van door. Hauff werd nog wel klokkenist van de Nieuw Toren aldaar, maar raakte in conflict met de kerkenraad van Kampen. In 1867 ging hij als directeur/uitgever werken bij de door hem opgerichte Nieuwe Kamper Courant en kwam in die hoedanigheid door een andermans artikel weer in een geloofsconflict terecht, hetgeen hem zijn nevenfunctie als organist kostte. Hij werd daarna nog een keer publiekelijk geslagen en bedreigd door een politieagent. In 1871 stelde de gemeente hem als enige ambtenaar verplicht bij ziekte een doktersattest te leveren, hij nam daarop ook als klokkenist ontslag. In 1879 legde hij ook de functie krantendirecteur neer en maakte daarvan melding in de Kamper Courant; de concurrent van zijn eigen blad.
Hij vertrok naar Amsterdam en bestookte als letterkundige (aldus het adressenboek van Amsterdam) van daar uit de uitgave van de derde druk van Johan Hendrik van Dales Nieuw woordenboek der Nederlandsche taal onder redactie van Jan Manhave. Hij constateerde omissies en foutieve omschrijvingen. Hij kreeg een uitgebreide correspondentie met de uitgevers Martinus Nijhoff en A.W. Sijthof. Het leek er nog op dat Hauff een “eigen woordenboek” op de markt kon brengen. Er verscheen een aankondiging van een eerste deel, maar deze is niet (meer) terug te vinden; van vervolgdelen ontbreekt elk spoor. In 1894 verhuisde Hauff naar Soest. Er werd niets meer van hem of het alternatieve woordenboek gehoord. Wel werden bijna alle opmerkingen van Hauff verwerkt in de toenmalige nieuwe edities van Van Dale.
Van zijn hand verscheen een aantal vertalingen in boekvorm:
- Theorie van het contrapunt en de fuga (naar Luigi Cherubini)
- Kunst des reinen Satzes (naar Johann Kirnberger)
- Wandelingen door het gebied der sterren, een astronomische feuilleton van M.W. Meijer

- Nederlandse Thesaurus van Auteursnamen: 273424122
- Virtual International Authority File: 291962769
- WorldCat: E39PBJwXbXFtpH63cC4QmD7fv3